# سفينة شبحية
سفينة شبح هي سفينة تستعمل تقنية التخفي عن طريق تصميم الهيكل الخارجي بطريقة يجنبها رصد الكواشيف والأشعة تحت الحمراء والسونار أو الرصد البصري. وتنفرد سفينة الشبح عن غيرها من السفن بقدرتها على تقليص خضربة المياه خلف السفينة وكذلك إخفات البصمة الصوتية إلى أقل مستوى حسب الإمكان. فيما تشترك سفينة الشبح مع غيرها من السفن الحربية بمقطع كاشوفي صغير يتيح لها القدرة على أن تشتت القدر الأكبر من أشعة الكاشوف الساقطة عليها. كما أنها تشترك مع غيرها بخاصيتي خفض الضجيج والترائي.

## فكرة التخفي
تعتمد البصمة الكاشوفية اعتمادا أساسيا على الزوايا الخارجية للسفينة، لذا يكمن السر إخفاء السفينة بتصميم الهيكل الخارجي في تجنب الزاوية التي يمكن أن تعكس الشعاع مرة أخرى نحو الكاشوف. لذا فإن مقدار هذه الزاويا ينبفي أن يكون سرا مخفيا. وحتى لو انعكس شيء من الأشعة نحو الكاشوف، ينبغي أن يكون كمية شعاع الانعكاس منخفضا حتى لا تظهر السفينة أمام الكاشوف على أنها سفينة ضخمة أو مدمرة. لإنه في الواقع ليس ثمة سفينة خفية بالكامل. على النقيض من الغواصات التي يتعسر جدا رصدها.

## معرض الصور

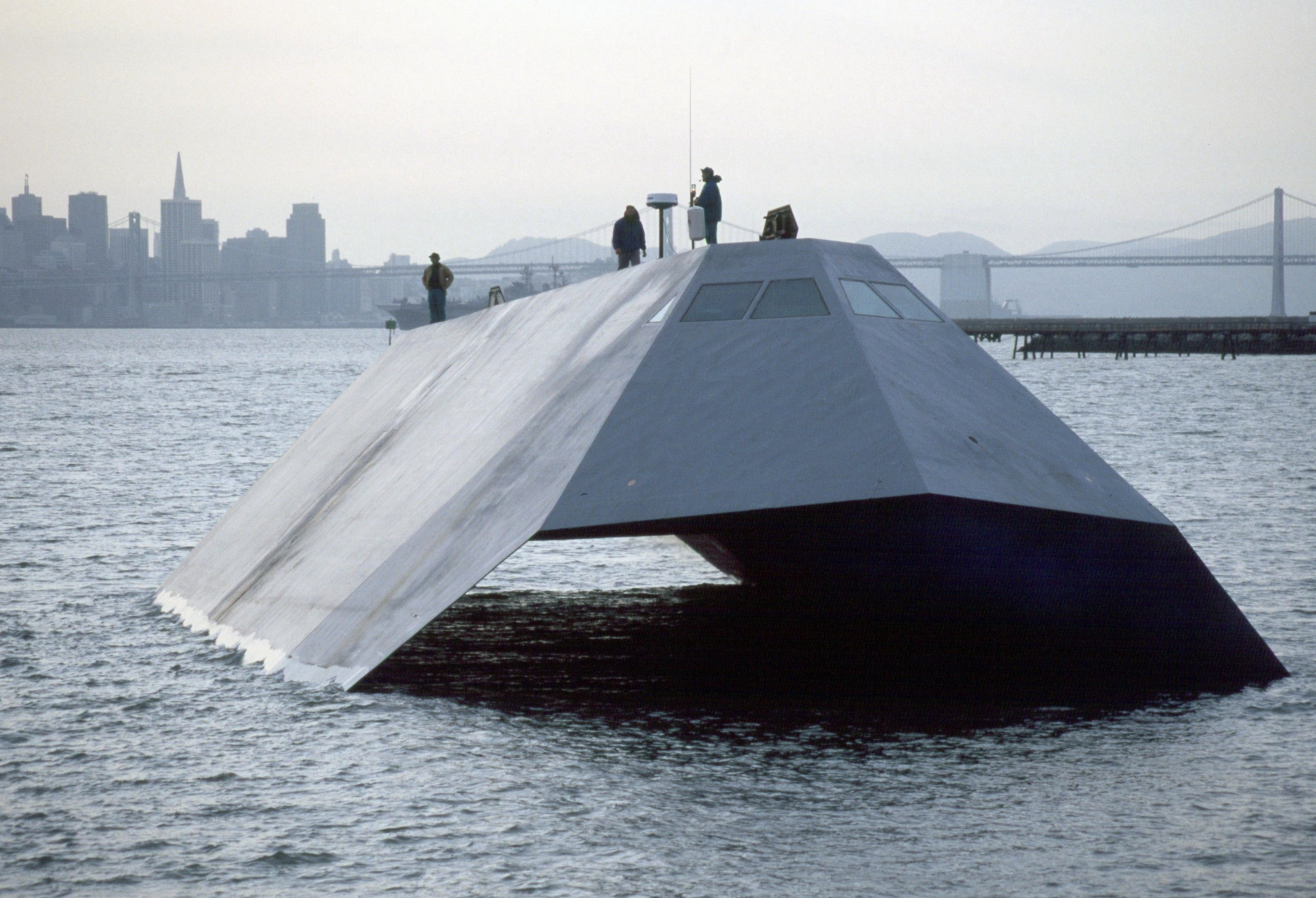
سفينة سي شادوا الأمريكية
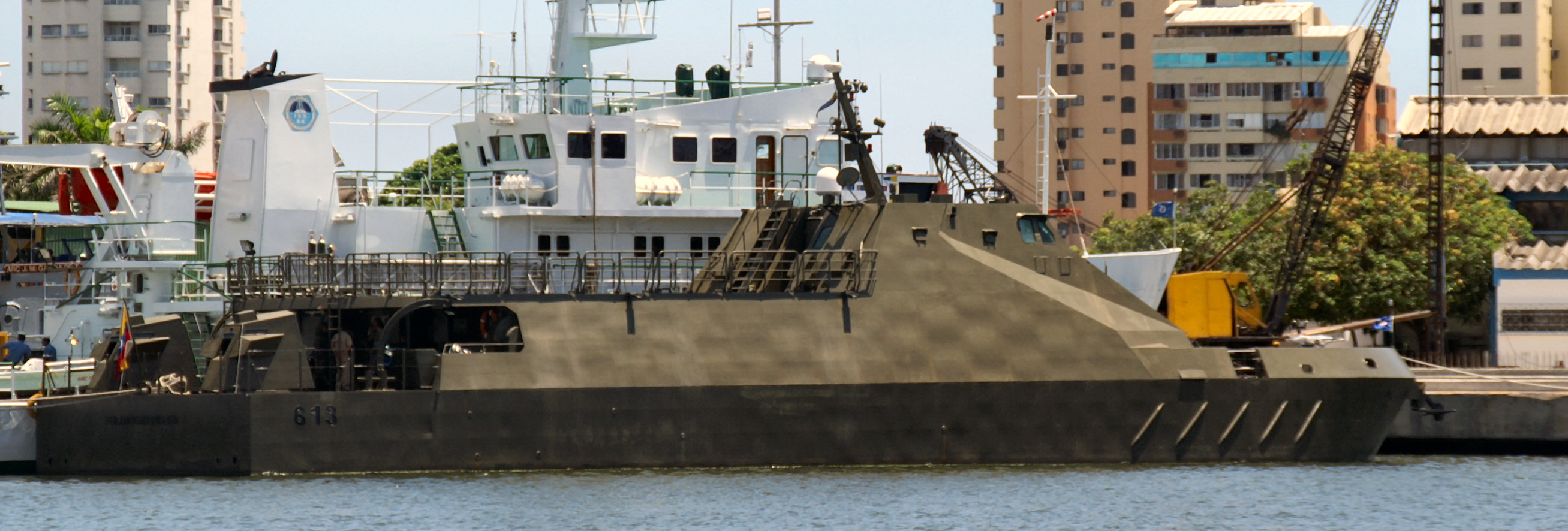
سفينة شبح كولومبية
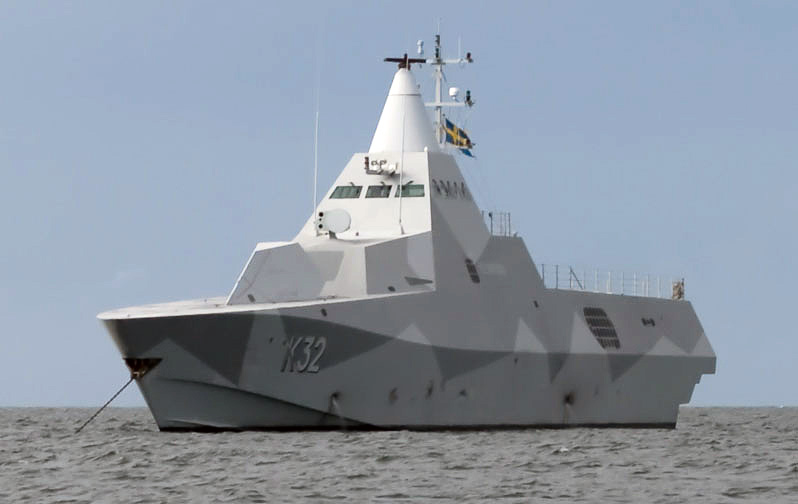
سفينة شبح سويدية
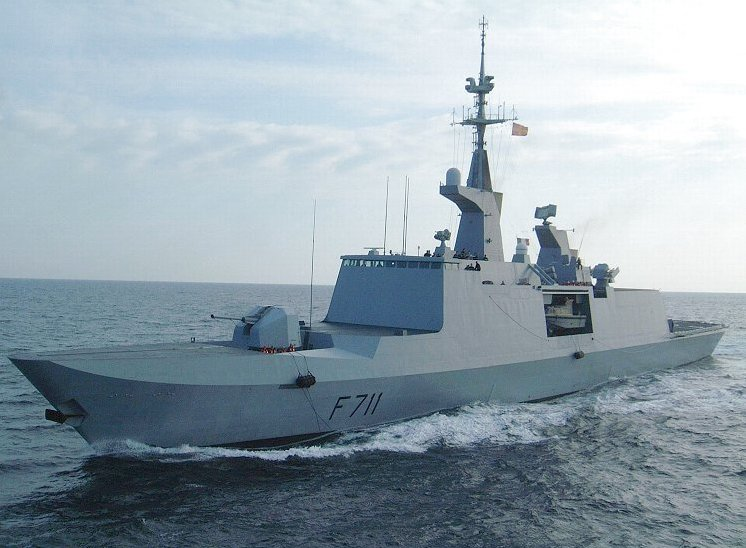
سفينة شبح فرنسية
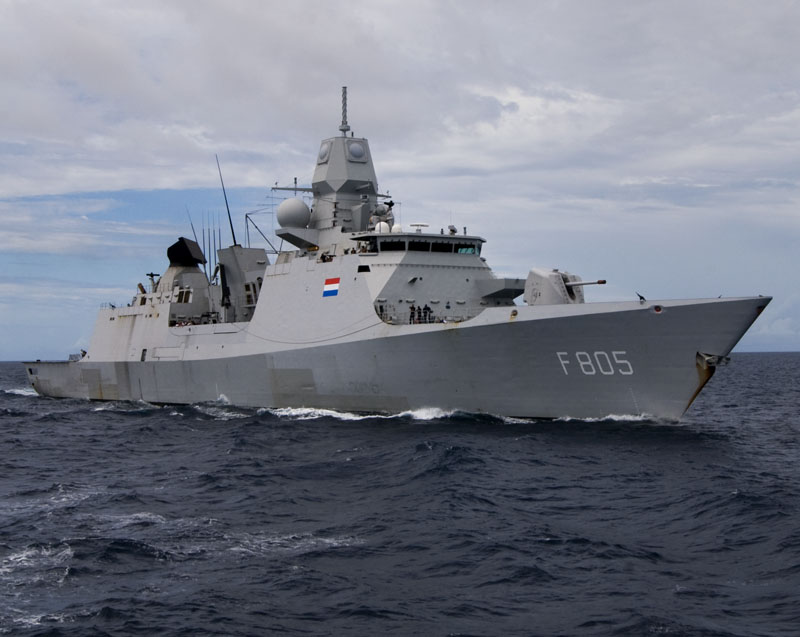
سفينة شبح هولندية
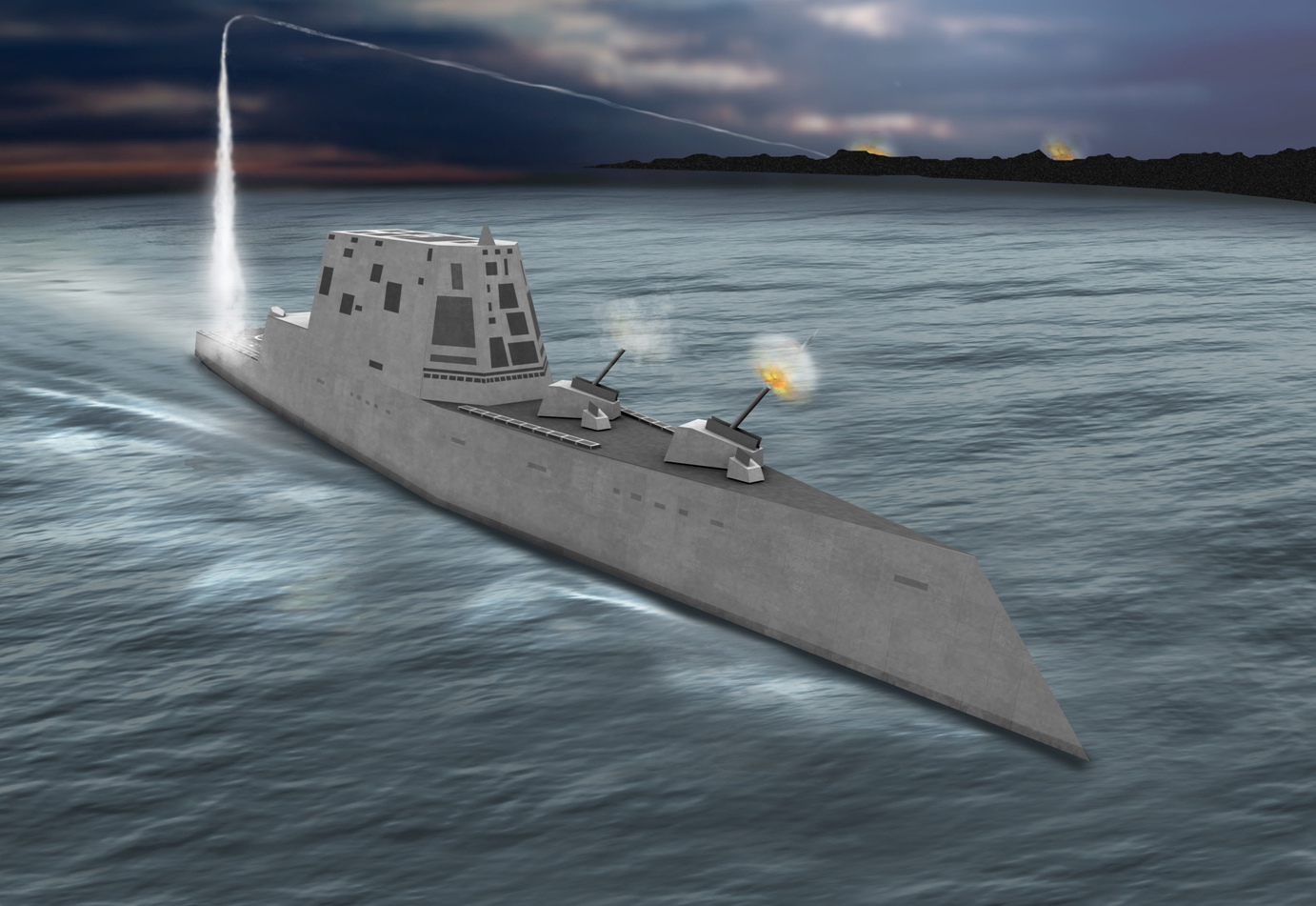
مدمرة شبح أمريكية قيد الإنشاء
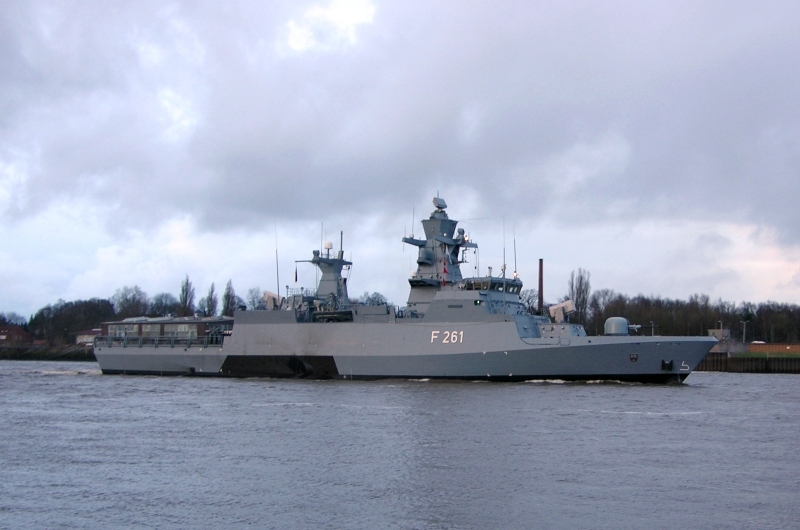
سفينة شبح ألمانية
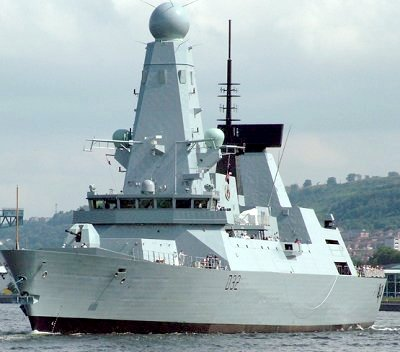
سفينة شبح بريطانية
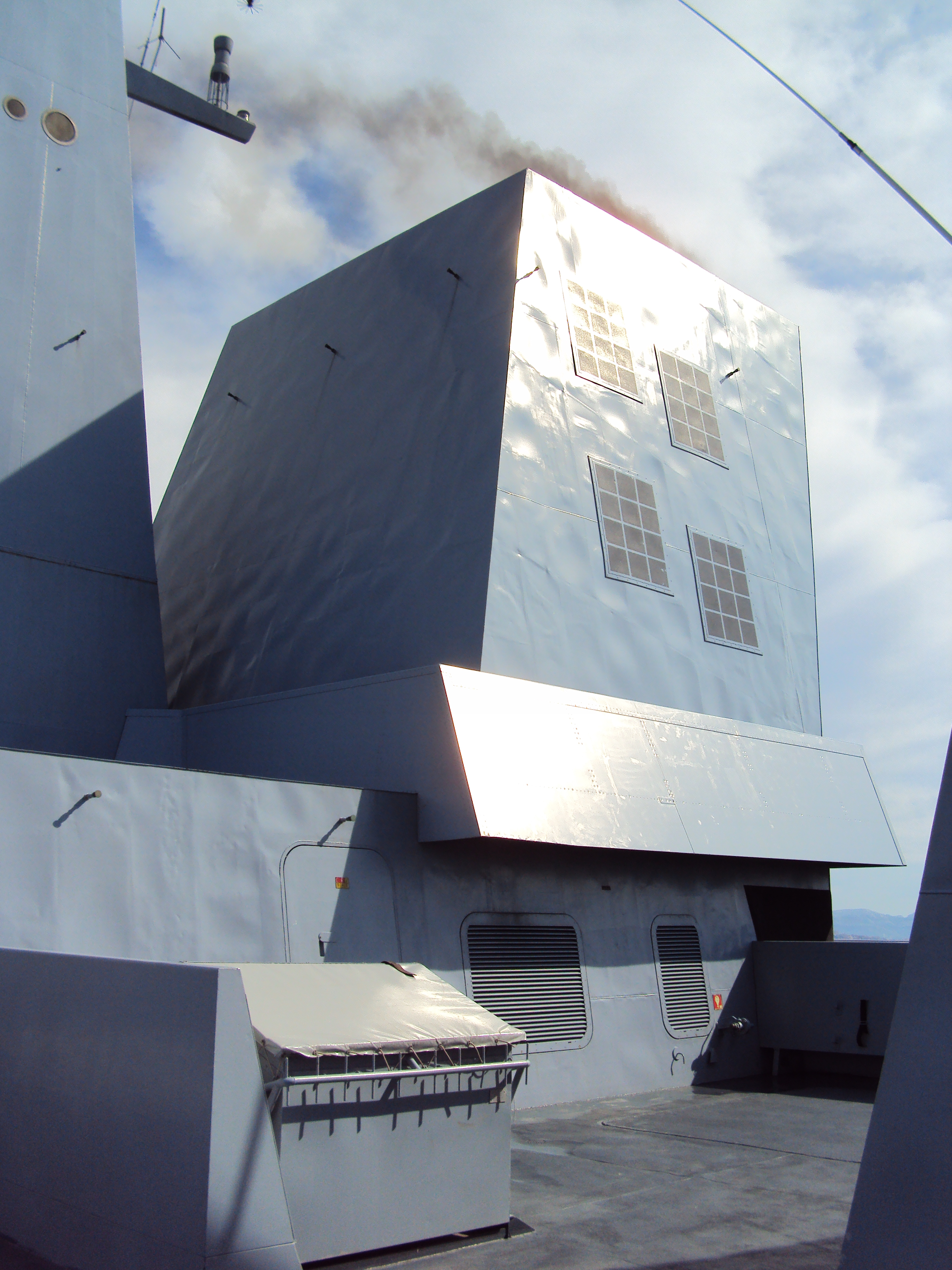
تفاصيل الهيكل الخارجي للفرقاطة فوربين الفرنسية
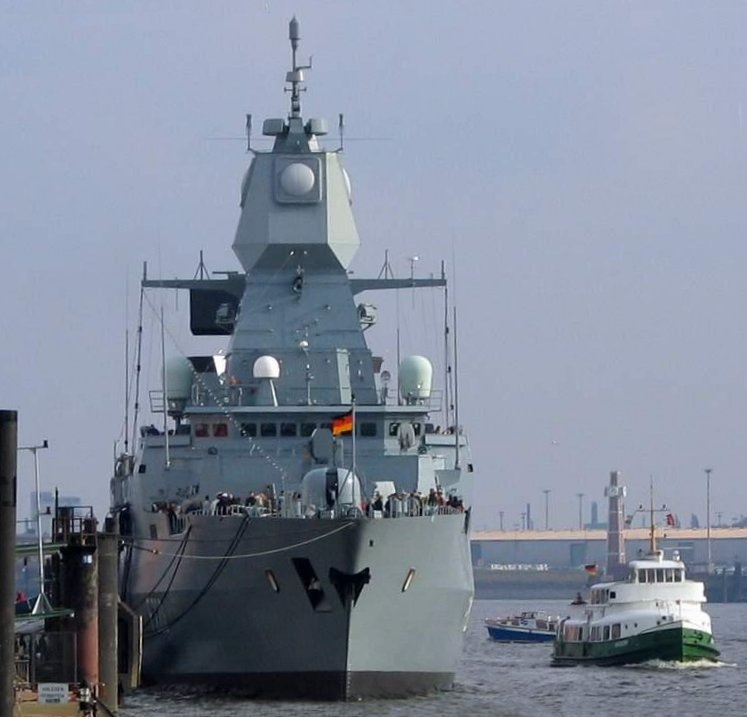
خاصية انكسار زوايا الهيكل في الفرقاطة ساكسونيا الألمانية
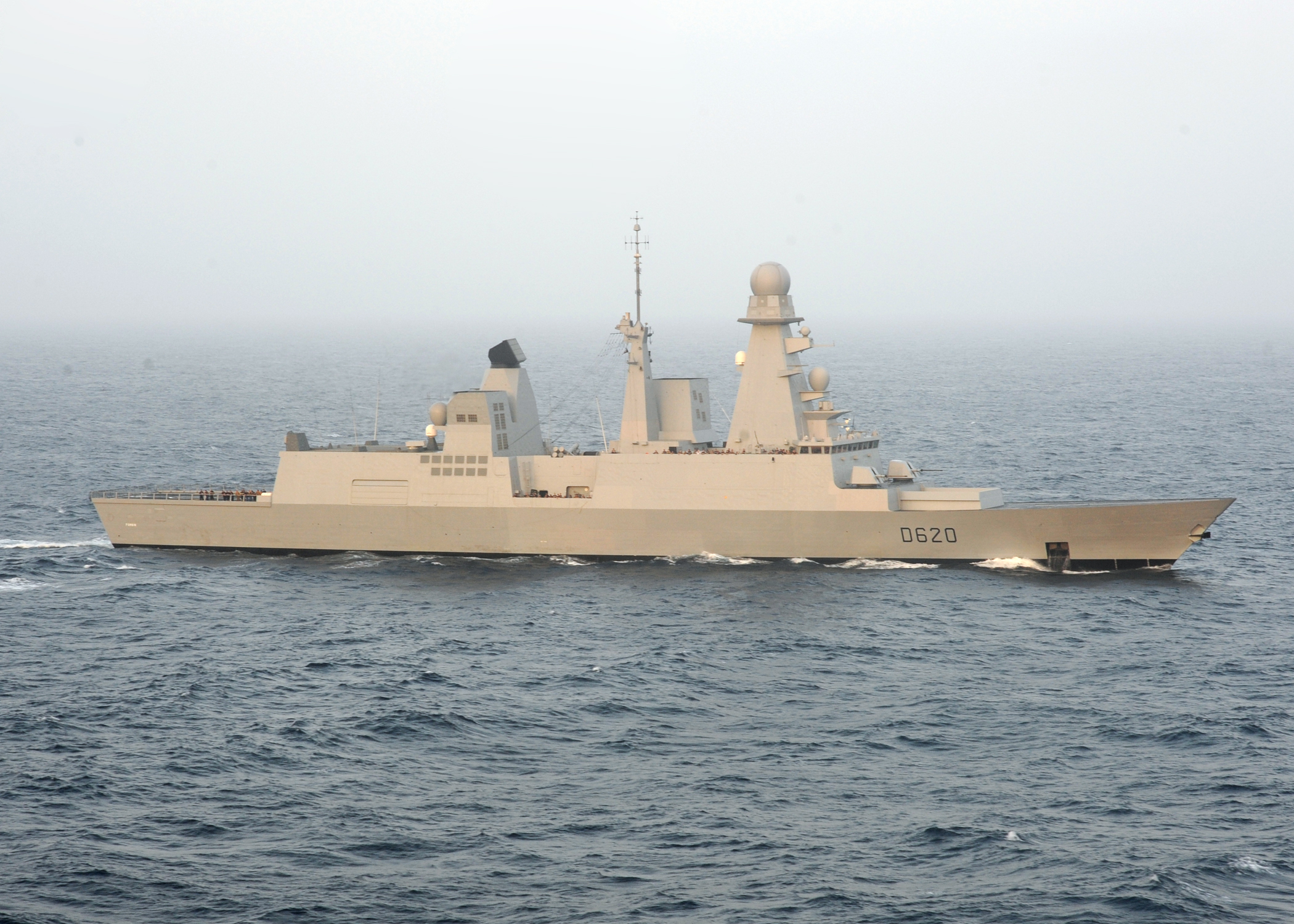
فرقاطة الأفق الفرنسية الإيطالية

## طالع
- مروحية شبح
- طائرة شبح

## إحالات
1. ↑  Stealth ships steam ahead. نسخة محفوظة 20 يونيو 2017 على موقع واي باك مشين.